# Holcim México

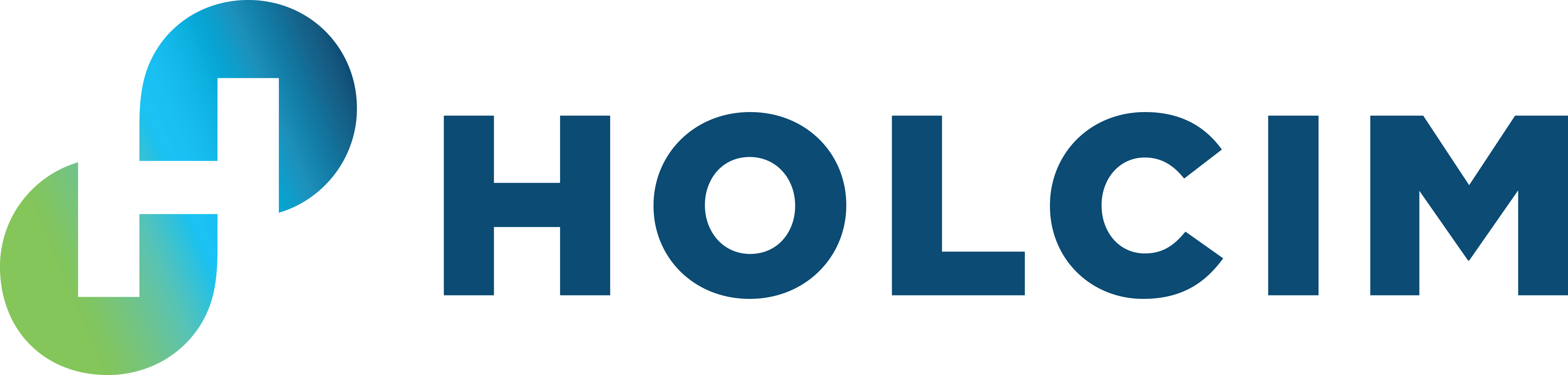
Logotipo Holcim México

Holcim México antes conocida como Cementos Apasco o como Holcim Apasco, es una empresa de materiales de construcción que forma parte de Grupo Holcim LTD,  dedicada principalmente a producir y comercializar cemento, concreto premezclado, asfalto, grava, arena y otros productos para la construcción. En 1928 se creó la Compañía Mexicana de Cemento Portland Apaxco S.A. con una planta en Apaxco, Edo. de México.
Holcim opera a nivel nacional a través de siete plantas de cemento ubicadas en Apaxco, Estado de México; Orizaba, Veracruz; Macuspana, Tabasco; Ramos Arizpe, Coahuila; Tecomán, Colima; Hermosillo, Sonora y Acapulco, Guerrero. Cuenta con una planta de molienda en Umán, Yucatán, treinta y siete centros de distribución, más de cincuenta plantas de concreto premezclado y siete plataformas de gestión de residuos a través de su filial Geocycle México. Además de su producción de cemento, desde 1995 la empresa cuenta con un Centro de Innovación Tecnológica para la Construcción (CiTeC), ubicado en la ciudad de Toluca, que forma parte de una red mundial de intercambio científico respaldada por el Centro de Investigación de Grupo Holcim, con base en Lyon, Francia.
La empresa participa activamente en la construcción de obras de infraestructura en México como la Refinería Dos Bocas y en los tramos cuatro y cinco del Tren Maya.

## Fundación
En el año de 1928 se creó la Compañía Mexicana de Cemento Portland Apaxco S.A. con una planta en Apaxco, Edo. de México, años más tarde, en 1964, Grupo Holderbank adquirió participación accionaria en la compañía y dio origen a la empresa Cementos Apasco S.A. Dos años después, comenzó la construcción de la nueva planta cementera. 
Las operaciones en la planta cementera Ramos Arizpe, en Coahuila comenzaron en 1991, mismo año en el que se inauguró el Centro de Innovación Tecnológica para la Construcción (CiTeC) en Toluca, Estado de México.  
Para el año 2003 Cementos Apasco adquiere el nombre de Holcim Apasco y diez años después, en 2013, Holcim Apasco comienza a operar oficialmente como Holcim México.

## Responsabilidad social y ambiental
Holcim es la única cementera en México que ha obtenido el distintivo de Empresa Socialmente Responsable por 23 años consecutivos, un reconocimiento otorgado por El Centro Mexicano para la Filantropía (CEMEFI), Asociación civil no lucrativa identificada como una fuente de información confiable sobre el sector de la sociedad civil y la responsabilidad social en México.
En julio de 2022 la empresa introdujo a su flota el primer camión mezclador de concreto 100% eléctrico de la marca Foton, que en alianza con Mercedes Benz y el fabricante de motores Cummins, desarrollaron este prototipo para la empresa constructora. Incluir este tipo de vehículos eléctricos representa una acción de compromiso ambiental dentro del sector de la construcción para reducir la huella de carbono en esta actividad. Es un vehículo 100% libre de emisiones, ya que utiliza baterías de iones de litio y opera de forma silenciosa.

## Escuela Mexicana de la Construcción

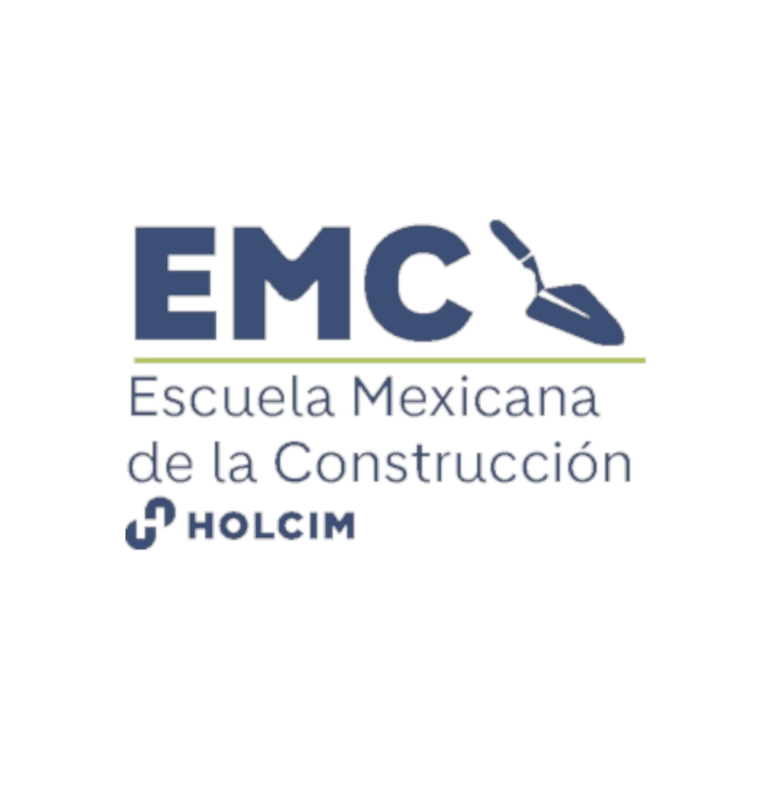
Escuela Mexicana de la Construcción para albañiles y maestros de obra

La Escuela Mexicana de la Construcción (EMC), es una iniciativa de Holcim México para capacitar a trabajadores de la construcción, maestros de obra y albañiles, en el campo teórico y práctico. Hasta 2022, se capacitaron a 2,500 maestros y se expidieron 418 certificados de competencia laboral avalados por el CONOCER (Consejo Nacional de Normalización y Certificación de Competencias Laborales). La EMC está acreditada oficialmente ante el CONOCER, que depende de la SEP (Secretaría de Educación Pública). Cuenta con programas gratuitos especializados a través de alianzas con la UNAM, BUAP y UAMex como:
- Capacitación enfocada a mejorar las prácticas y hábitos en procesos constructivos: Colocación de concreto hidráulico hecho en obra, Cálculo de volumen, Realización de trabajos preliminares en campo y Aplicación de mortero en acabados verticales.
- Seguridad en Obra: Curso enfocado en reconocer los principales riesgos que pueden causar accidentes graves o fatales, así como disminuir la exposición a los riesgos mediante comportamientos seguros.
- El Concreto en la Obra:  Curso orientado en fomentar las mejores prácticas y especialización en cemento y concreto.
- Salud en la Obra: Serie de cursos enfocados en el cuidado y recomendaciones para mejorar los hábitos alimenticios fuera de casa, aprender técnicas básicas de primeros auxilios y cuidados ante la pandemia del COVID -19 en la construcción.
- Lectura e interpretación de Planos: Curso que les ayuda a comprender los elementos representados en las diferentes instalaciones arquitectónicas, estructurales, acabados, hidrosanitarias y eléctricas además de proporcionar los conocimientos necesarios para la interpretación de los planos.
- Costos en la Construcción: Capacitación en donde los participantes aprenderán estrategias para ser más eficientes y competitivos a la hora de realizar presupuestos.